# Inocybe asterospora
Inocybe asterospora (Lucien Quélet, 1879) din încrengătura Basidiomycota, în familia Inocybaceae și de genul Inocybe este o specie destul de răspândită de ciuperci ciuperci otrăvitoare, provocând uneori intoxicații letale. Acest burete coabitează, fiind un simbiont micoriza (formează micorize pe rădăcinile arborilor). Un nume popular nu este cunoscut. În România, Basarabia și Bucovina de Nord trăiește în grupuri pe sol calcaros în păduri de foioase și mixte precum la marginile lor. Apare de la câmpie la munte, din (iunie) iulie până în noiembrie.

## Taxonomie

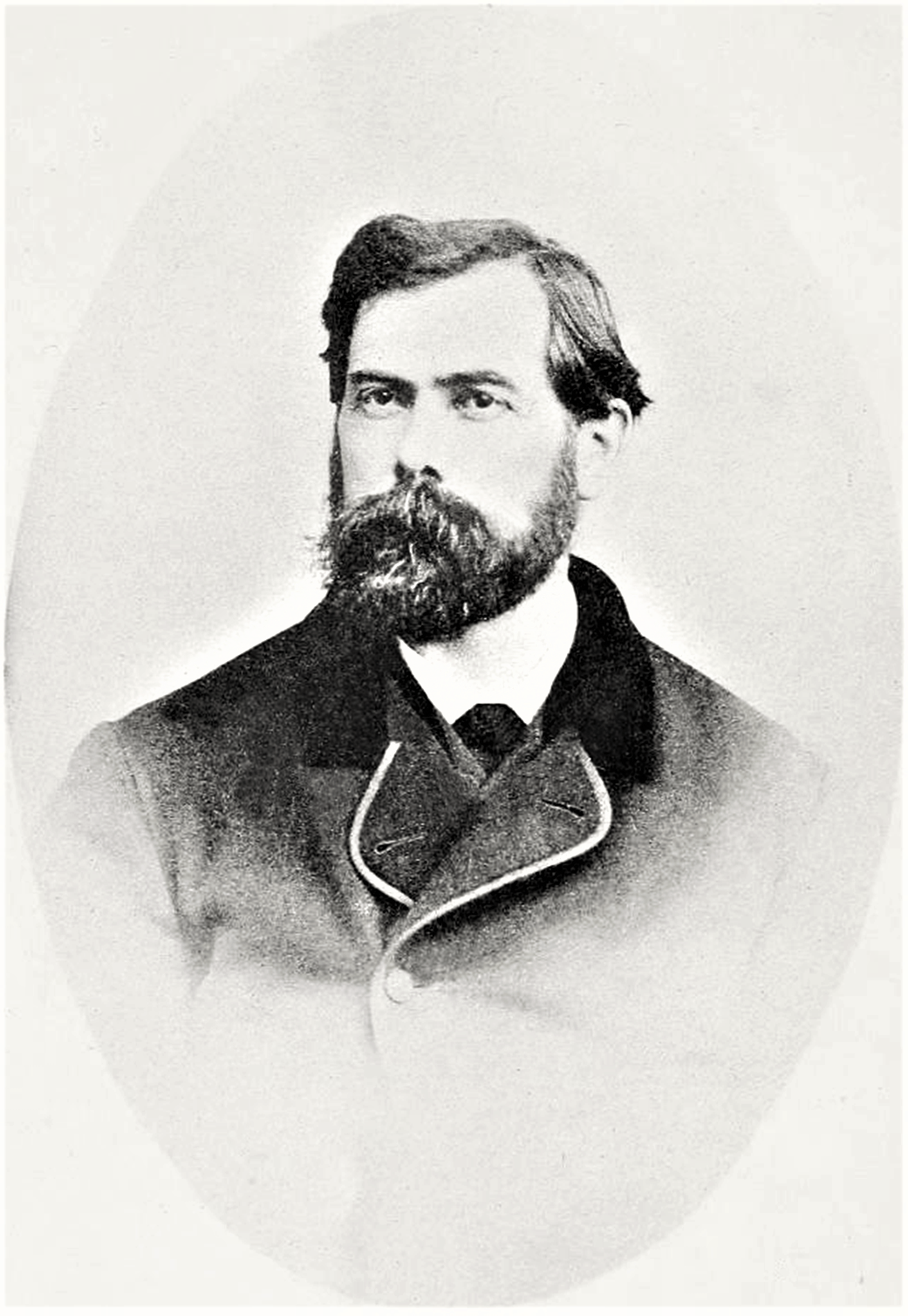
Lucien Quélet

Numele binomial Inocybe asterospora a fost determinat de micologul francez Lucien Quélet în volumul 26 al jurnalului Bulletin de la Société mycologique de France din 1879, fiind și numele curent valabil (2021).
Denumirea Astrosporina asterospora al naturalistul englez Carleton Rea (1861-1946) din 1922, bazând pe descrierea lui Quélet precum formele Inocybe asterospora f. minor, creată botanistul și micologul portughez Camillo Torrend (1875-1961) în 1910, și Inocybe asterospora f. velata sunt acceptate sinonim.
Alți taxoni în legătură cu această specie nu sunt cunoscuți.
Epitetul specific este derivat din cuvântul latin (latină astrum=astru, constelație, stea) și cel de limba greacă veche (greacă veche σπόρος=sămânță, grăunte), datorită aspectului exterior al sporilor ciupercii.

## Descriere

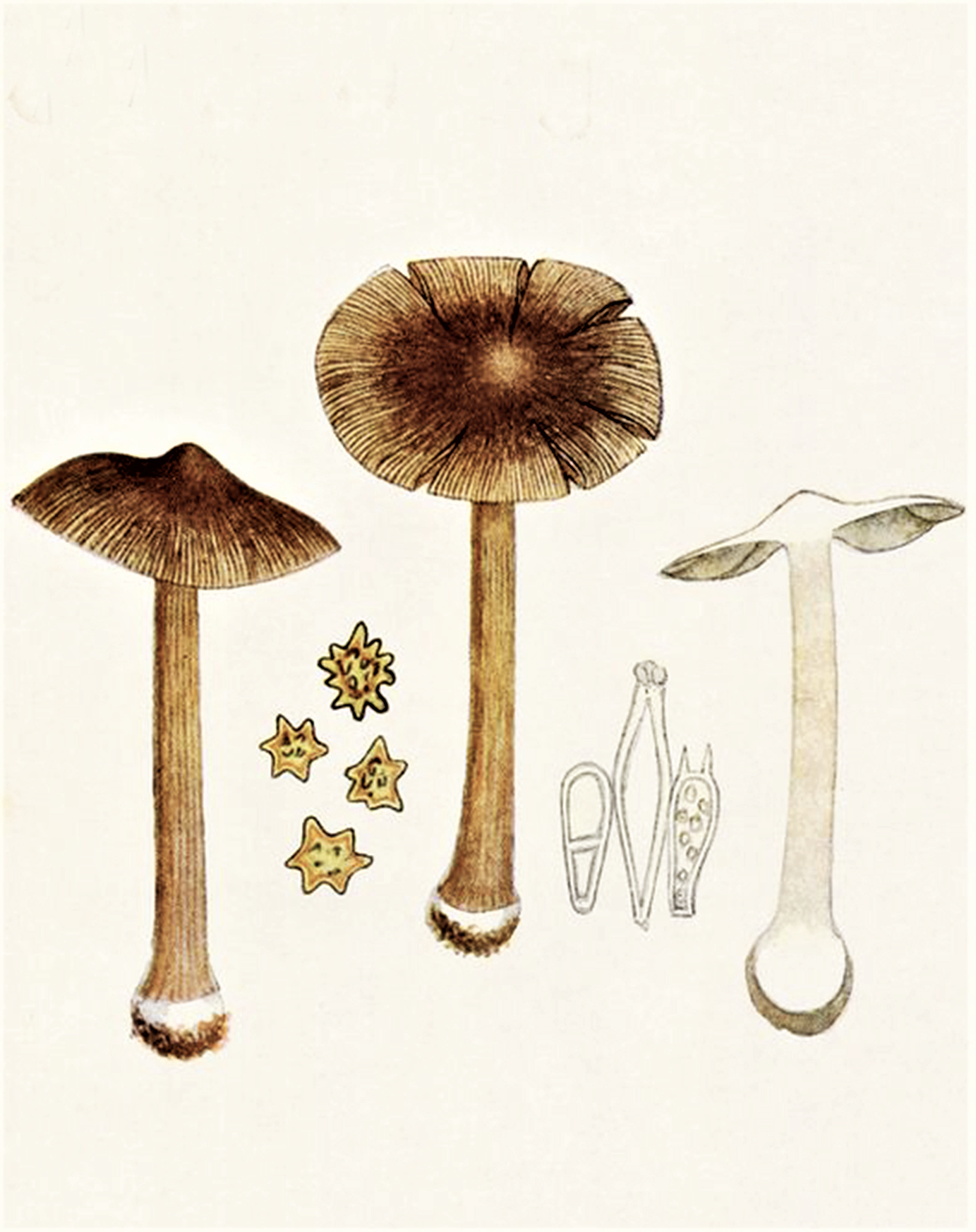
Bres.: Inocybe asterospora

- Pălăria: robustă și fibroasă are un diametru de 3-6 cm, este conică cu un gurgui pronunțat, în formă de clopot care se aplatizează treptat cu înaintarea în vârstă, devenind plan-convexă, atunci cu crăpături radiale la margine, gurguiul central rămânând. Cuticula este uscată, în mijloc golașă, uneori cu suprapuneri negricioase, în rest fin radial fibroasă. Coloritul este tânăr ocru-brun, apoi gri-brun sau castaniu, spre centru mai întunecat și spre margine mai deschis. Pare adesea bicolor, datorită cărnii pălăriei translucide.
- Lamelele: destul de subțiri și aglomerate, inegale, slab bulboase, sunt atașate la picior. Coloritul este inițial palid gri-bej până deschis măsliniu, la bătrânețe gri-brun cu muchii albicioase. Se decolorează brun-roșiatic după apăsare.
- Piciorul: fibros, adesea complet brumat, are o înălțime de 5-8 și o grosime de 0,5-0,8, la bulb până 1,2 cm, fiind cilindric, plin, fără inel, la bază cu un bulb turtit, nu rar bordurat. Coloritul este de un brun sau brun-roșcat palid, spre bază mai închis, spre vârf rozaliu, ocazional chiar și intensiv brun-roșiatic în întregime, bulbul rămânând albicios.
- Carnea: compactă și fibroasă este palid albicioasă în pălărie și bază, sub cocoașă gălbuie, ne-oxidând în roșiatic la tăiere, dar palid brun-roșiatică în picior. Are un miros grețos spermatic și un gust blând, însă dezgustător.[3][4]
- Caracteristici microscopice: are spori ocru-ruginii sub-globuloși, stelat unghiulari, netezi, având o mărime de 9,5-12 x 8-10 (11) microni. Pulberea lor este ruginie. Basidiile clavate cu 4 sterigme fiecare măsoară 25 (34)-30 (41) x 8 (12)-10 (16) microni. Cistidele (elemente sterile situate în stratul himenal sau printre celulele din pielița pălăriei și a piciorului, probabil cu rol de excreție) de 50-60 x 15-20 microni sunt fusiforme până în formă de sticlă cu pereți groși (3 µm), vârfurile cu incrustații. Cheilocistidele (elemente sterile situate pe muchia lamelor) cu aspect asemănător și pereți de 1 µm grosime, au capete cristaline, măsurând 13-18 x 39-58 microni, între ele se află elemente veziculoase de 8-21 x 10-12 µm. Pleurocistidele (elemente sterile situate în himenul de pe fețele lamelor) asemănătoare au o dimensiune de 62-76 x 18-24 microni. Caulocistide (cistide situate la suprafața piciorului), asemănătoare cheilocistidelor, dar în relație mai zvelte, măsoară în partea superioară a tijei 39-101 x 11-22 microni, iar în treimea inferioară 65-84 x 16-18 microni.[11][12]
- Reacții chimice: carnea se decolorează cu Hidroxid de potasiu slab deschis portocaliu.[13]

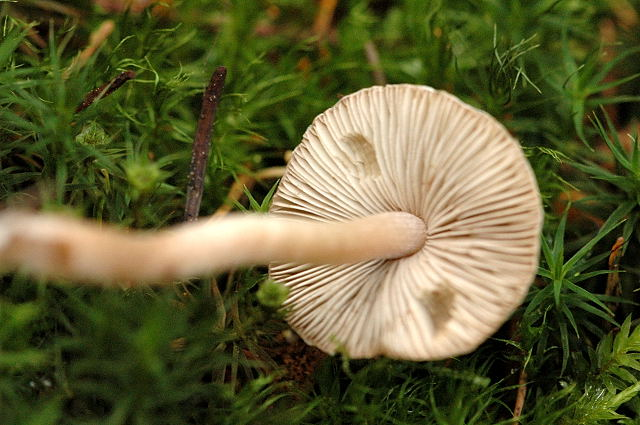
I. asterospora mai tânără: lamele și picior
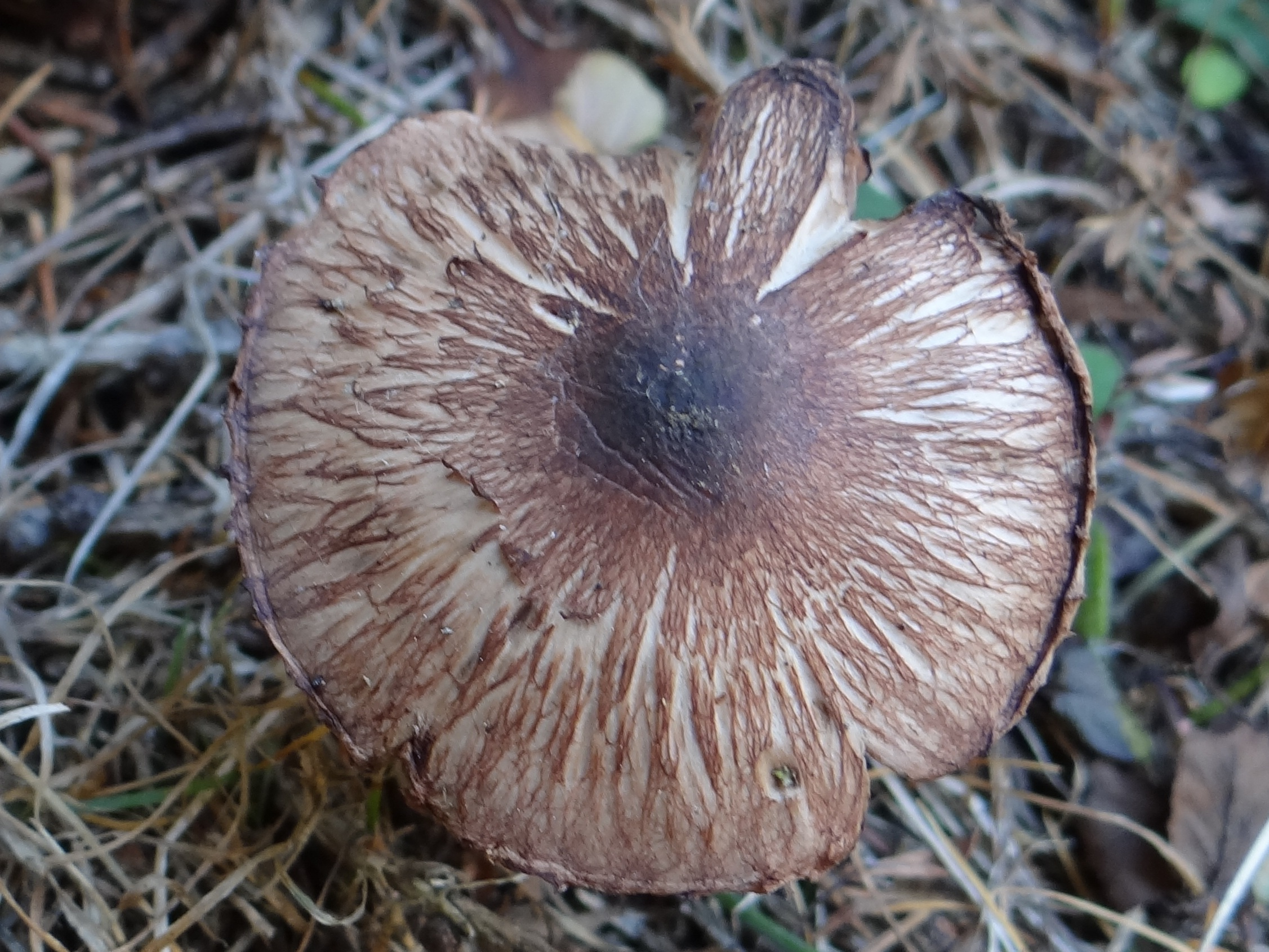
I. asterospora bătrână: pălărie
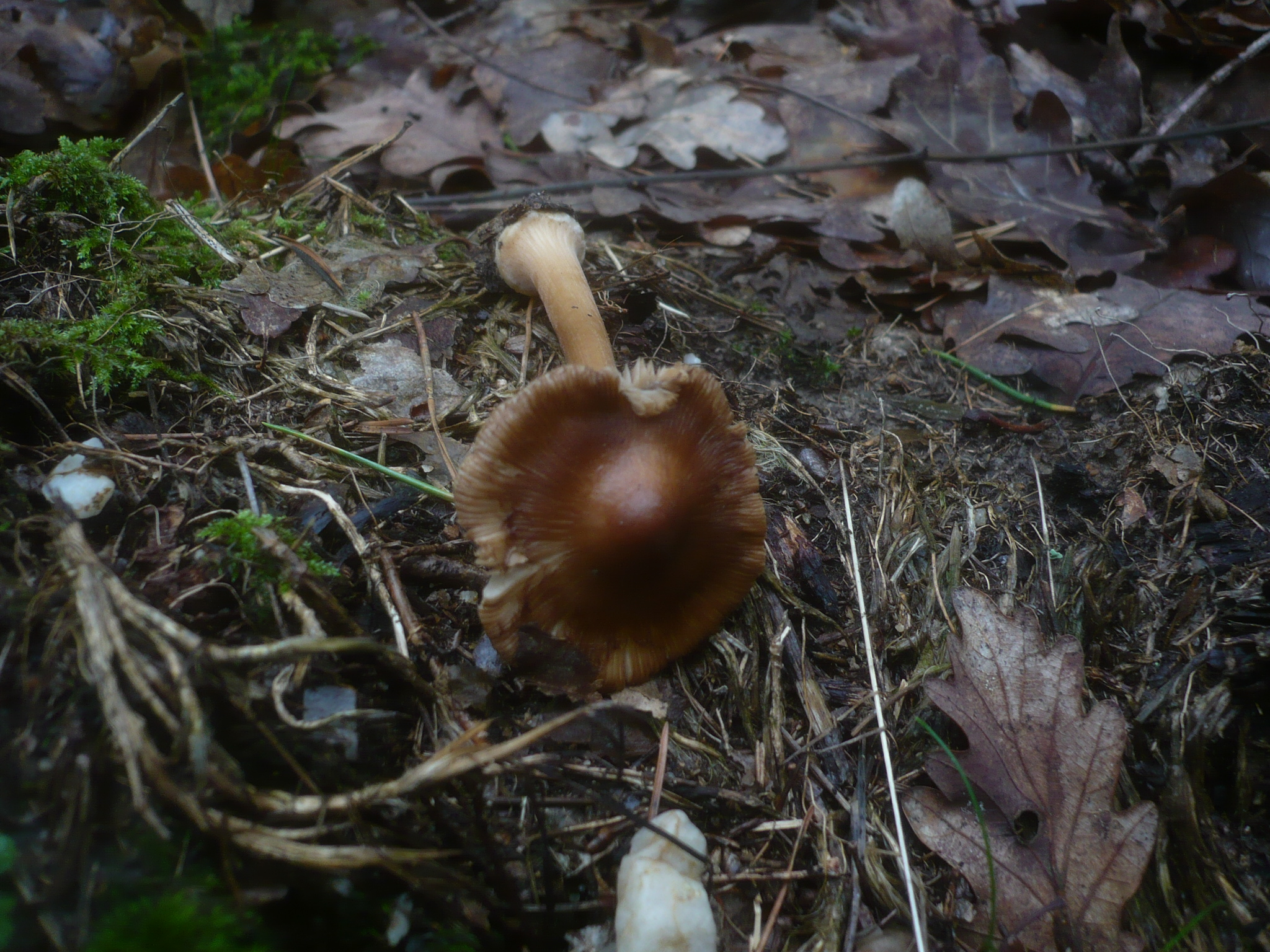
I. asterospora, pălărie și picior
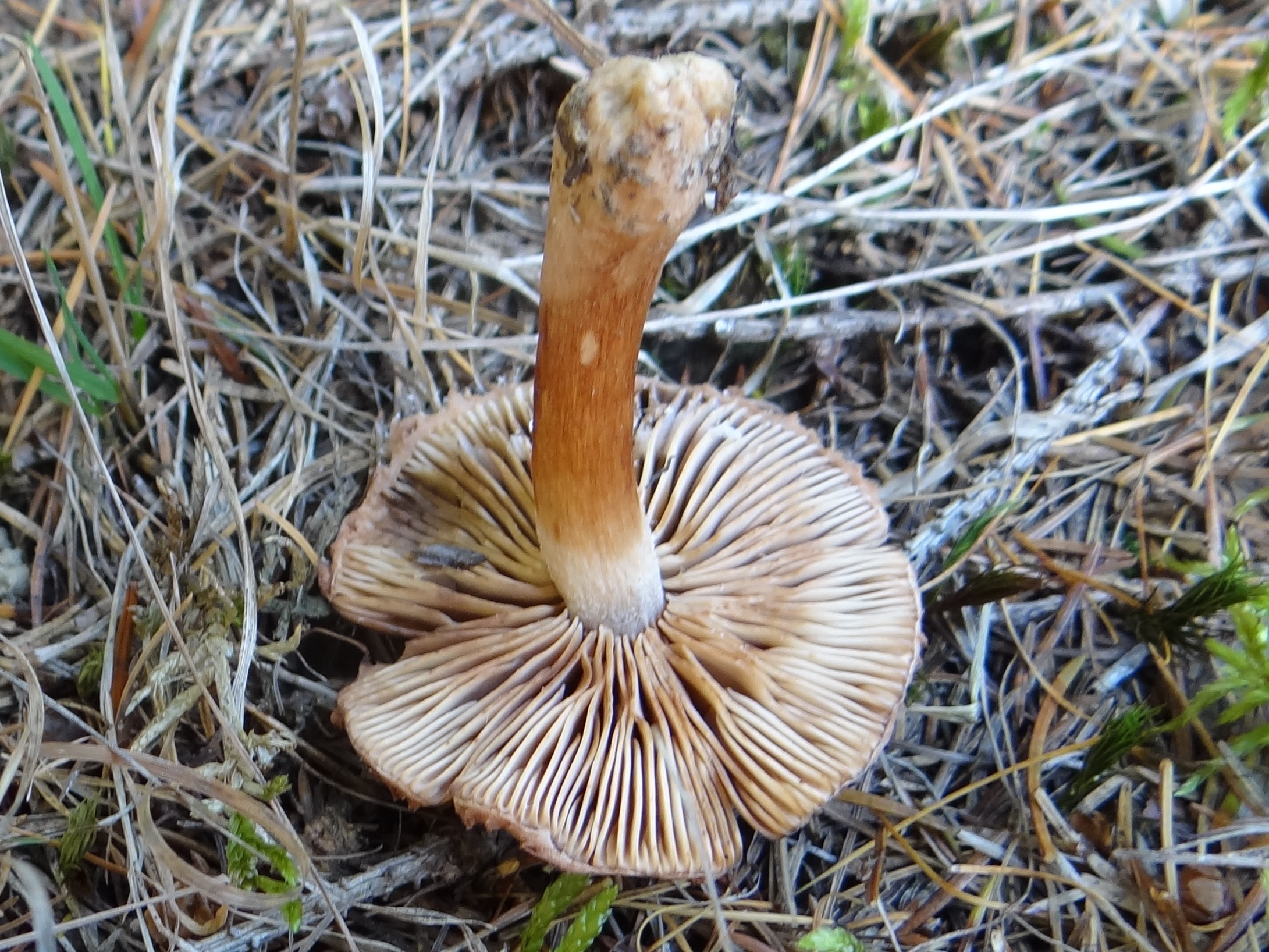
I. asterospora mai bătrână: lamele și picior
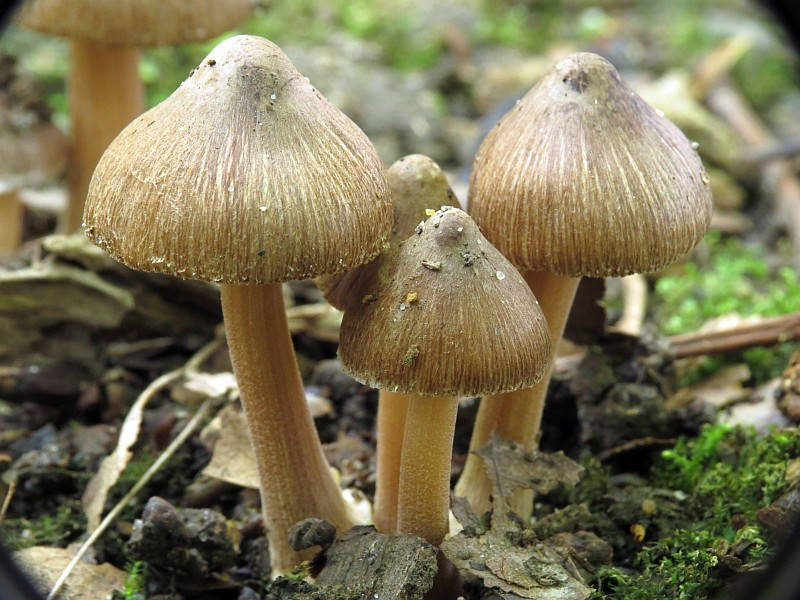
I. asterospora tinere

## Confuzii
Ciuperca și variațiile ei pot fi confundate în mod normal numai cu alte specii otrăvitoare de genul Inocybe, ca de exemplu: Inocybe aeruginascens, Inocybe assimilata sin. Inocybe umbrina (foarte otrăvitoare, posibil letală), Inocybe bongardii, Inocybe cookei, Inocybe corydalina (necomestibilă, foarte slab otrăvitoare), Inocybe erubescens, Inocybe fraudans, Inocybe godeyi, Inocybe grammata, Inocybe haemacta, Inocybe hirtella (foarte otrăvitoare, poate chiar letală), Inocybe mixtilis, Inocybe napipes, Inocybe praetervisa, Inocybe pudica, Inocybe rimosa, Inocybe splendens sau Inocybe squamata, dar de asemenea cu Entoloma conferendum (otrăvitoare), Entoloma griseocyaneum (otrăvitoare) sau cu Tricholoma vaccinum (necomestibil).

## Specii asemănătoare în imagini

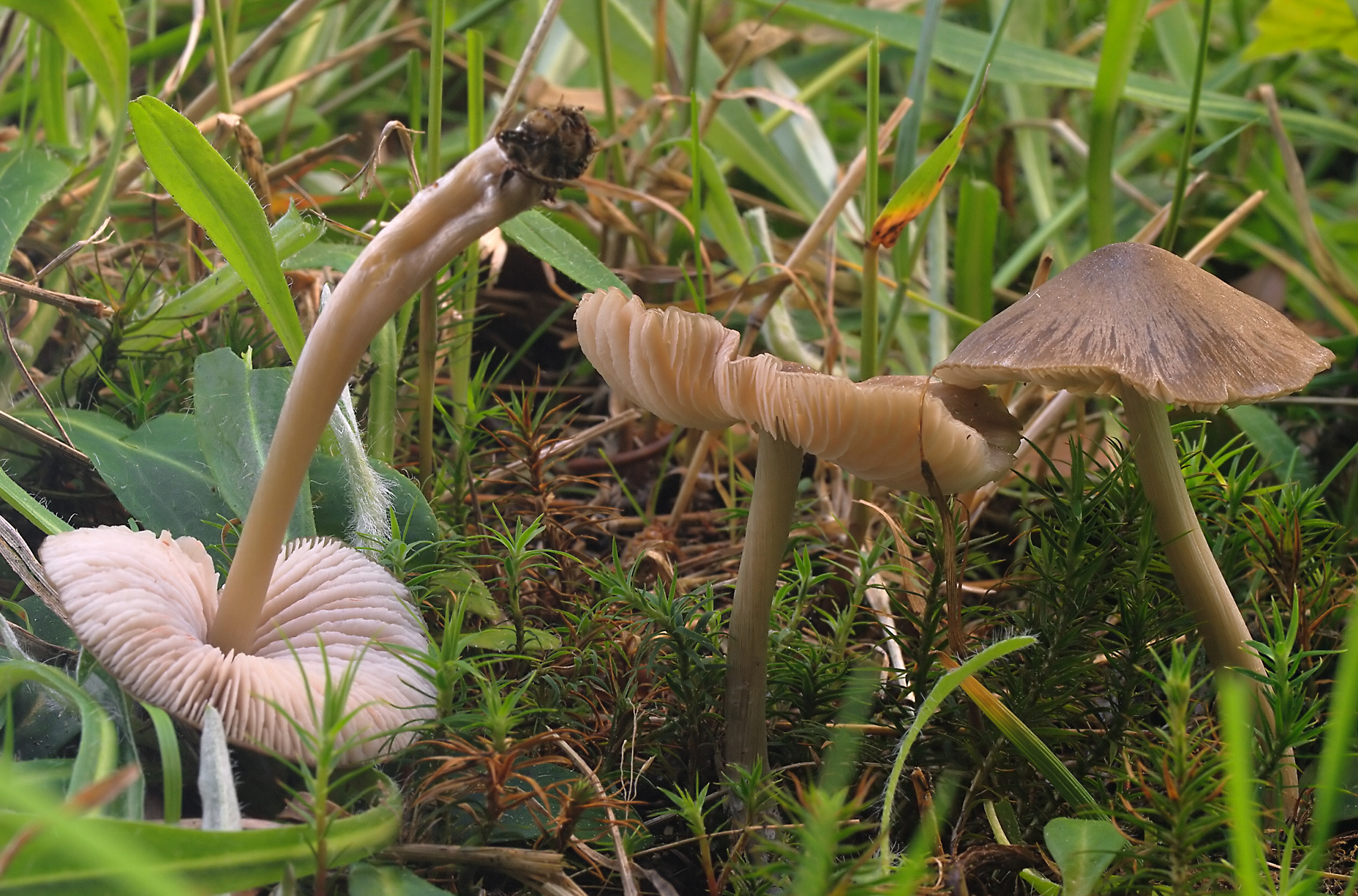
Entoloma conferendum
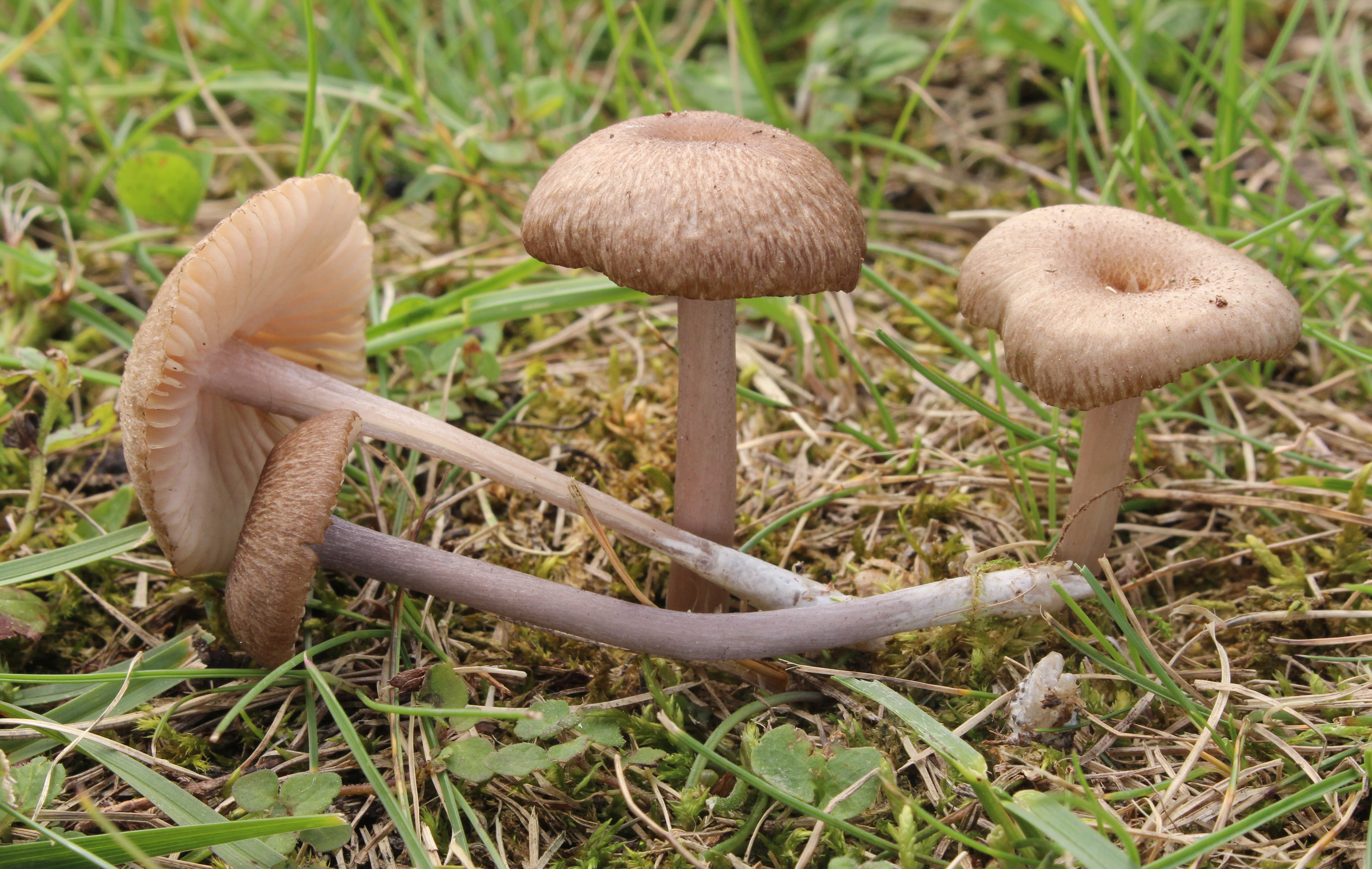
!Entoloma griseocyaneum!
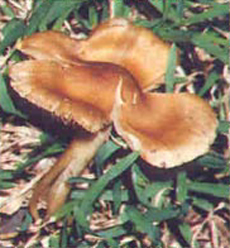
!!Inocybe aeruginascens!!
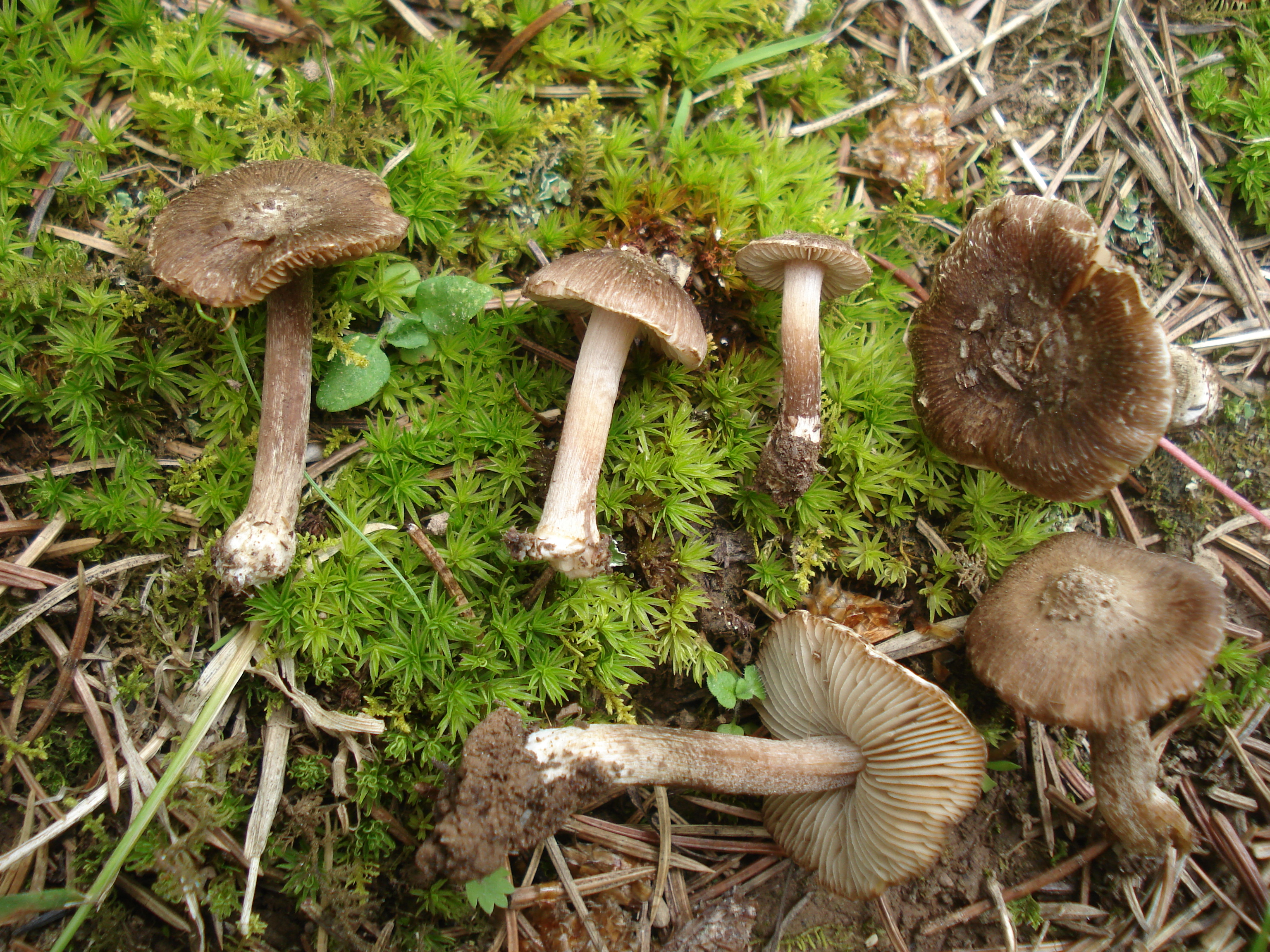
!!!Inocybe assimilata sin. Inocybe umbrina!!!
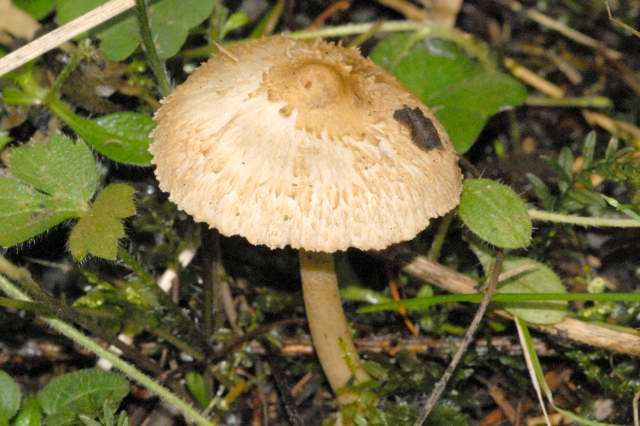
!!Inocybe.bongardii!!
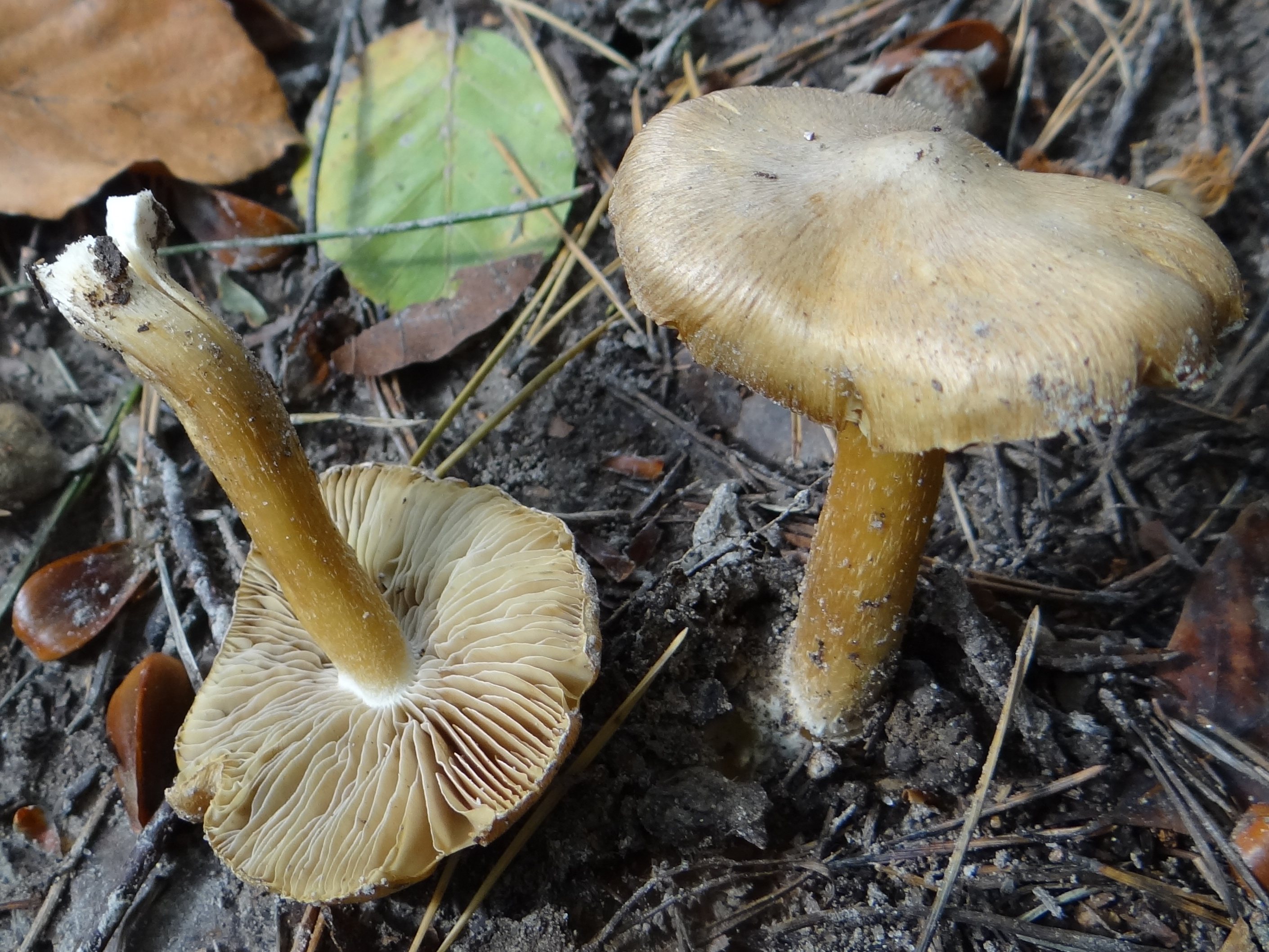
!!Inocybe cookei!!

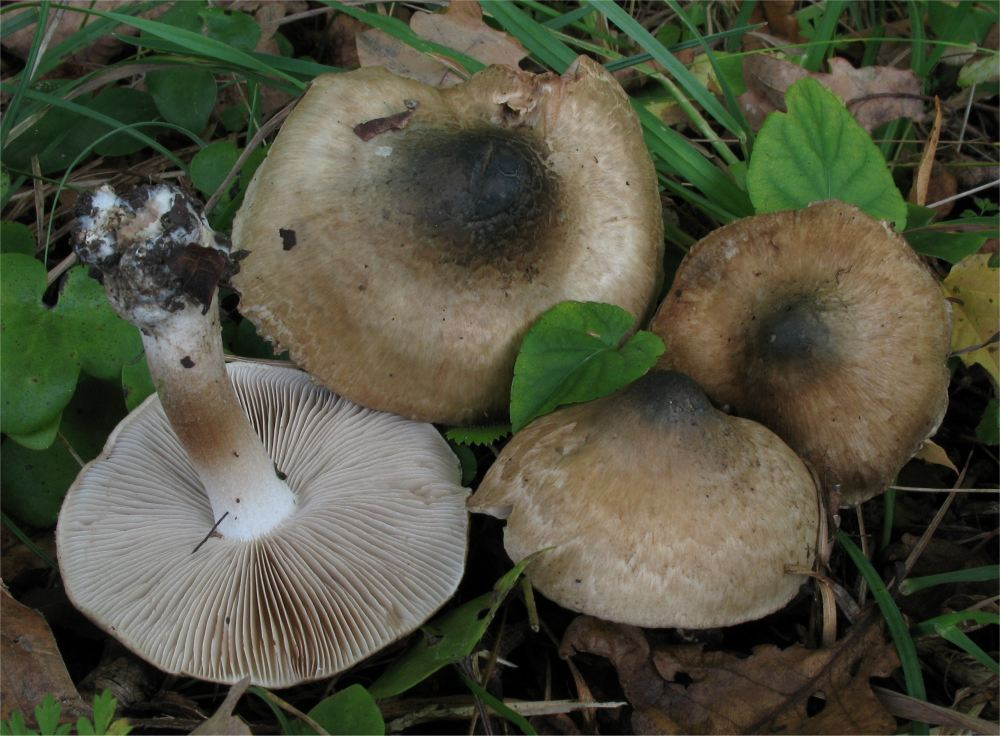
!Inocybe corydalina!
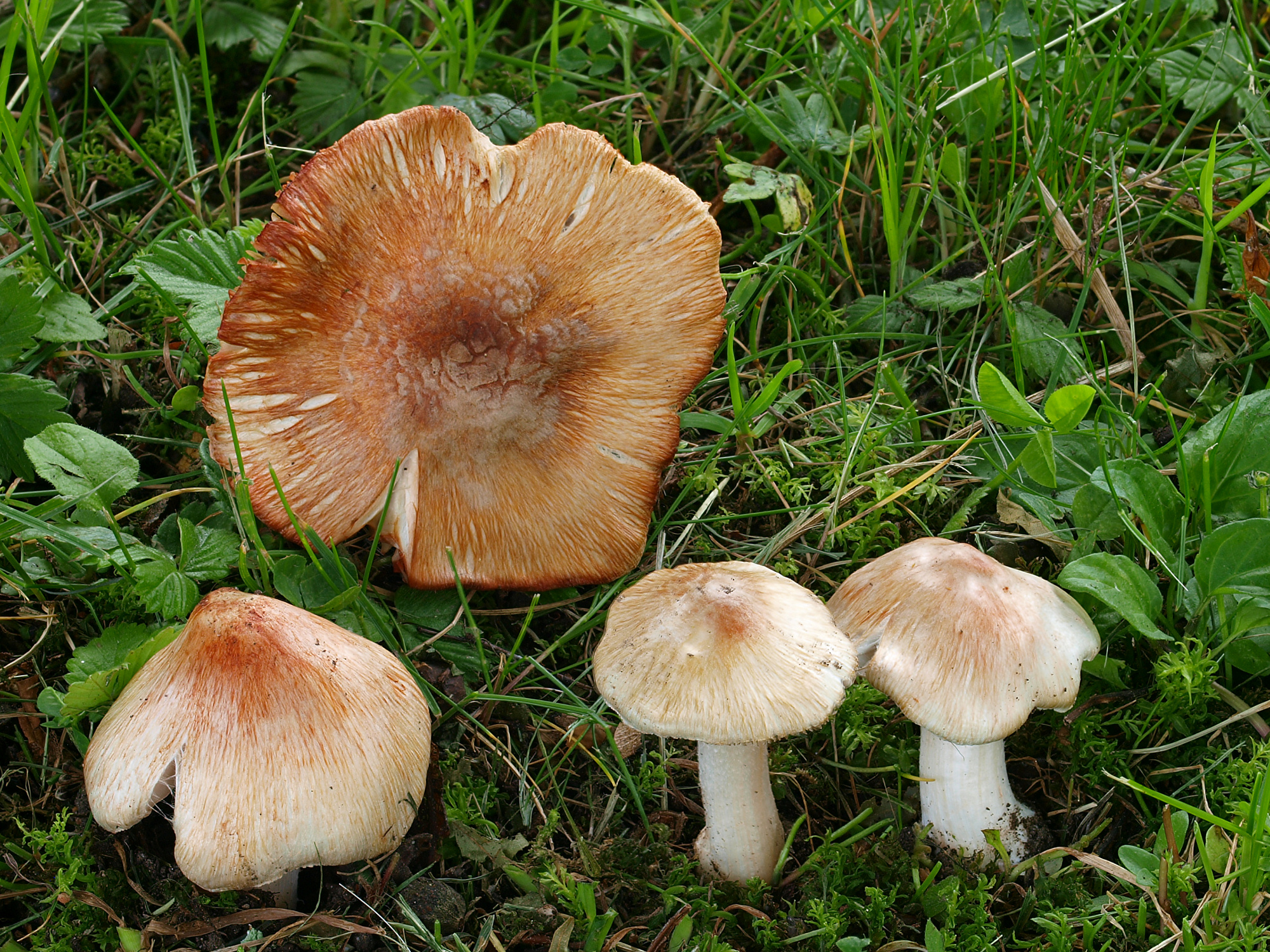
!!!Inocybe erubescens!!!
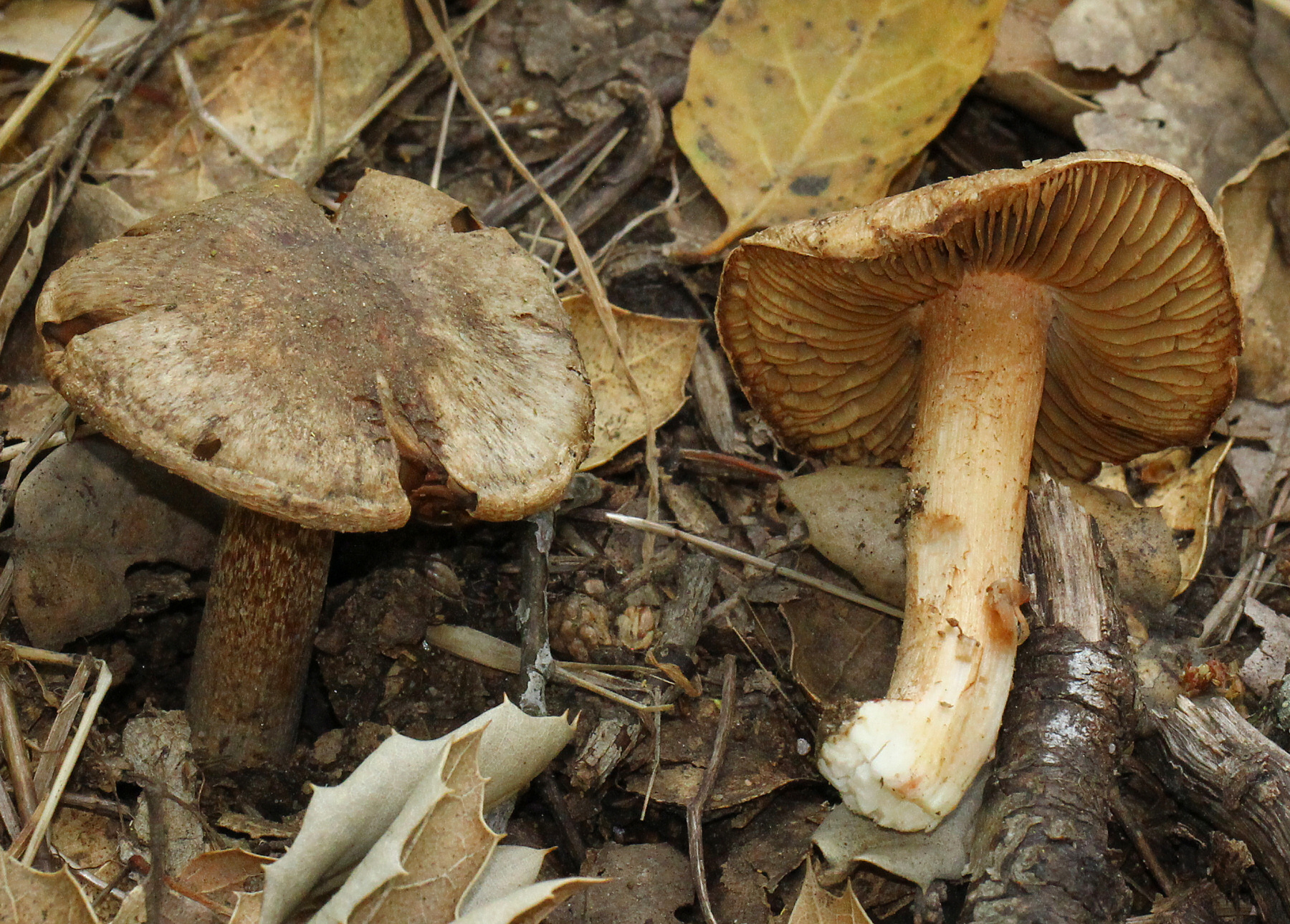
!!Inocybe fraudans!!
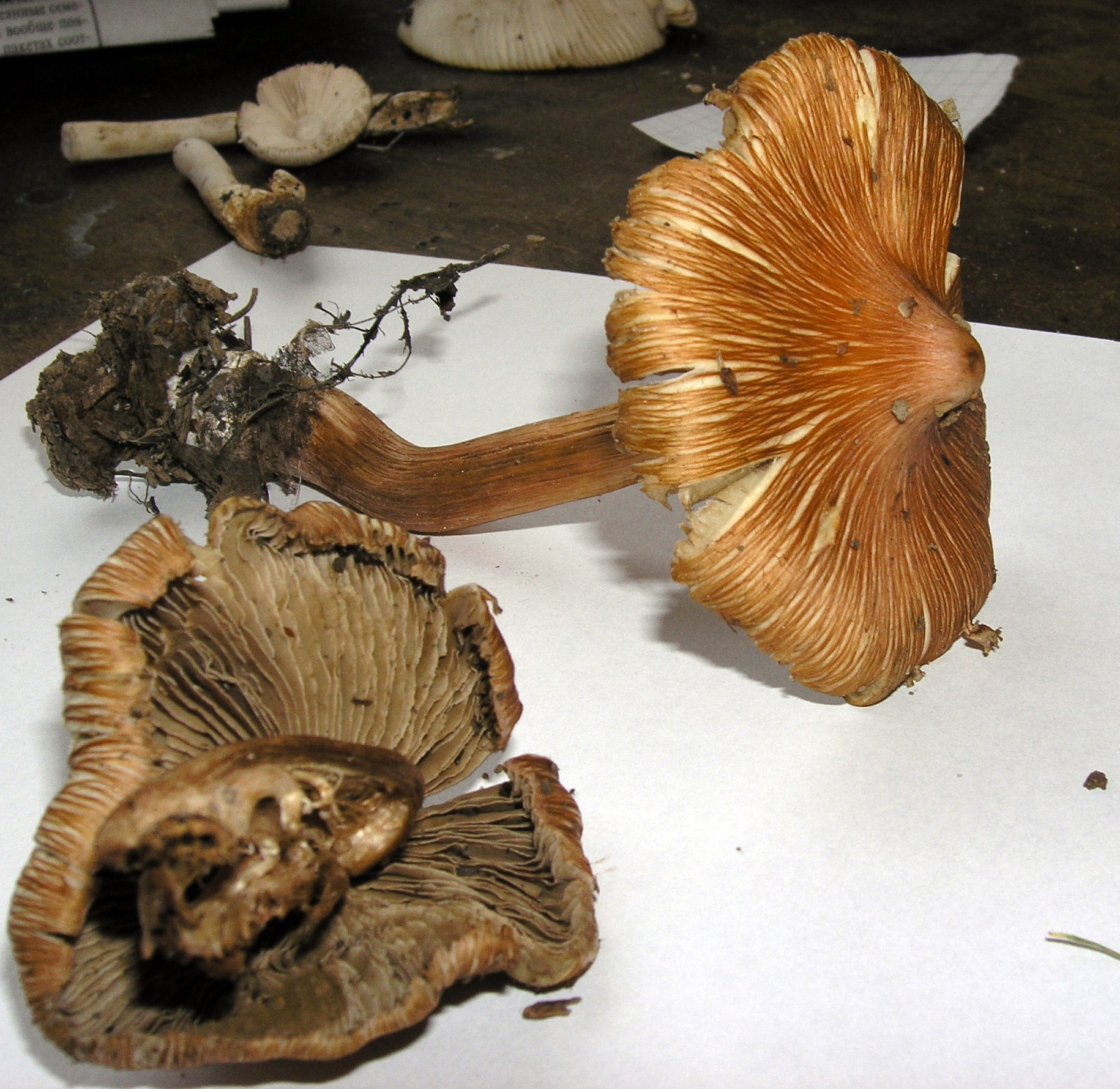
!!Inocybe godeyi!!
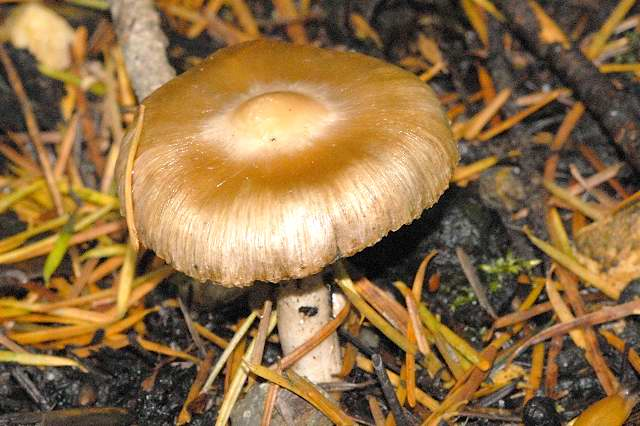
!!Inocybe grammata!!
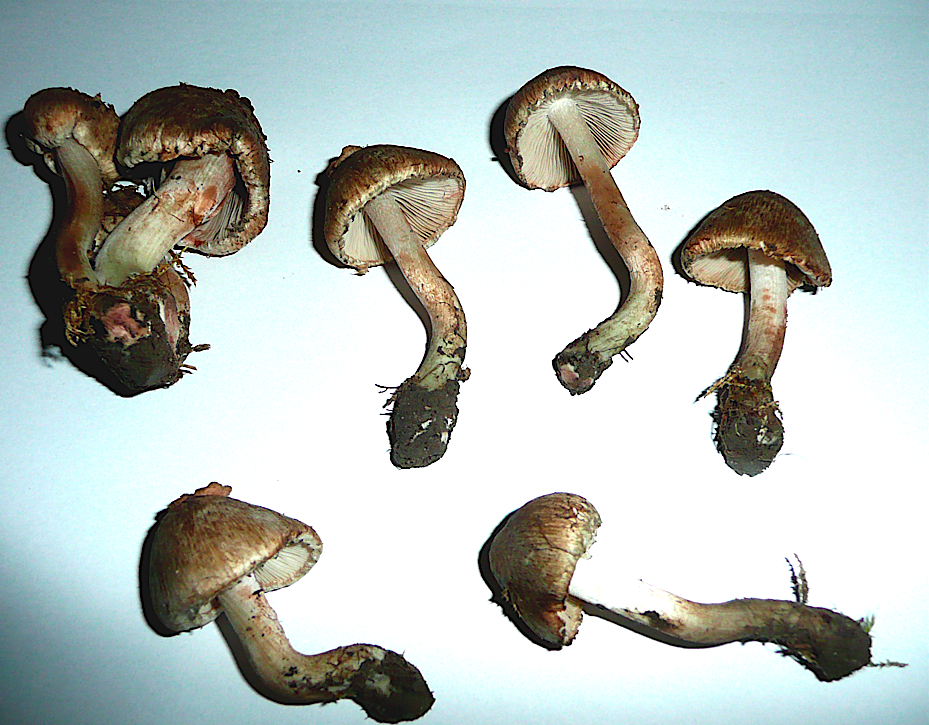
!!!Inocybe haemacta!!!

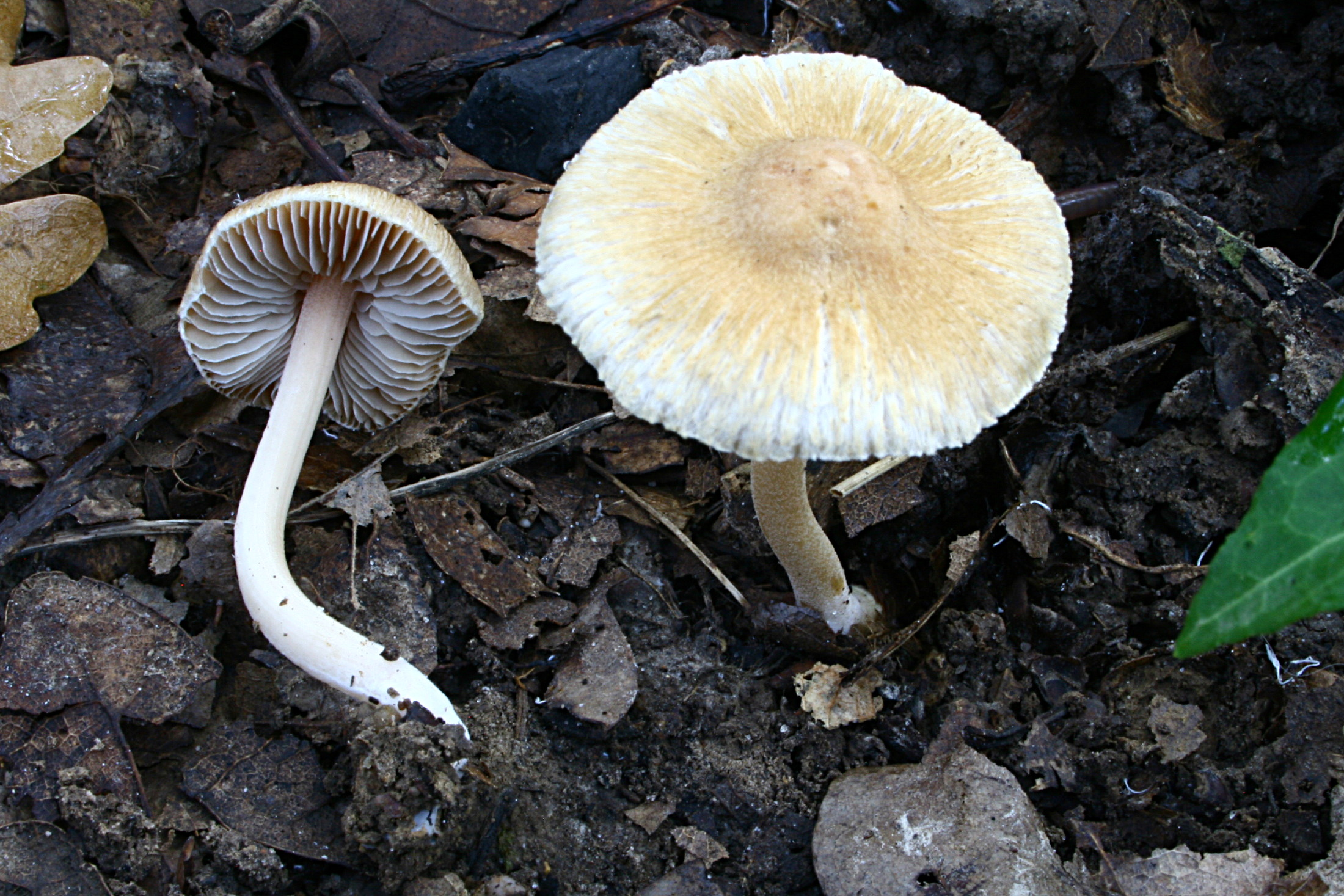
!!!Inocybe hirtella!!!
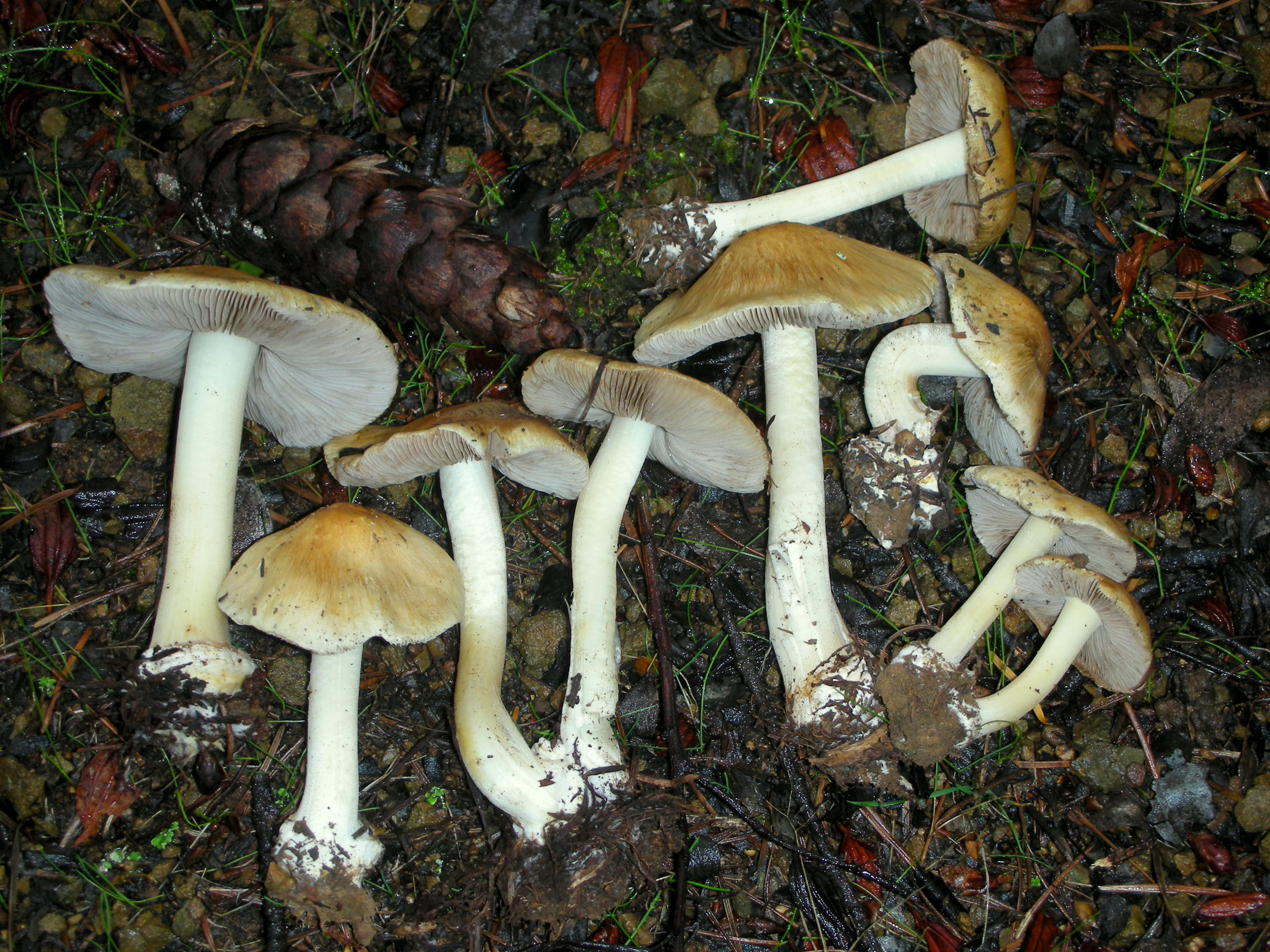
!!Inocybe mixtilis!!
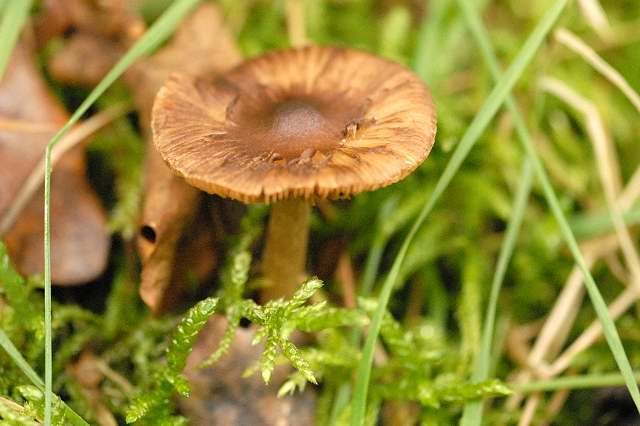
!!Inocybe napipes!!
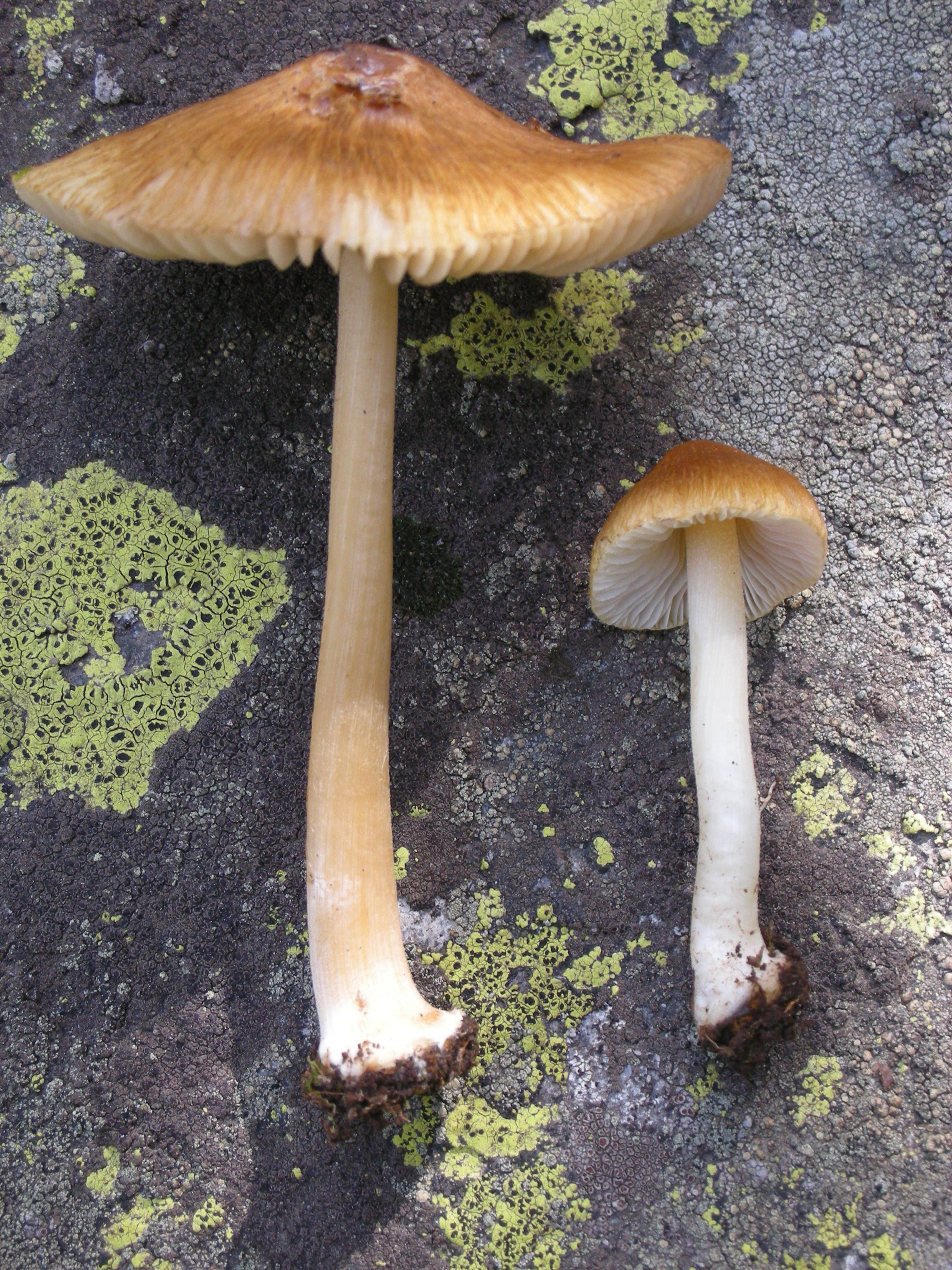
!!Inocybe praetervisa!!
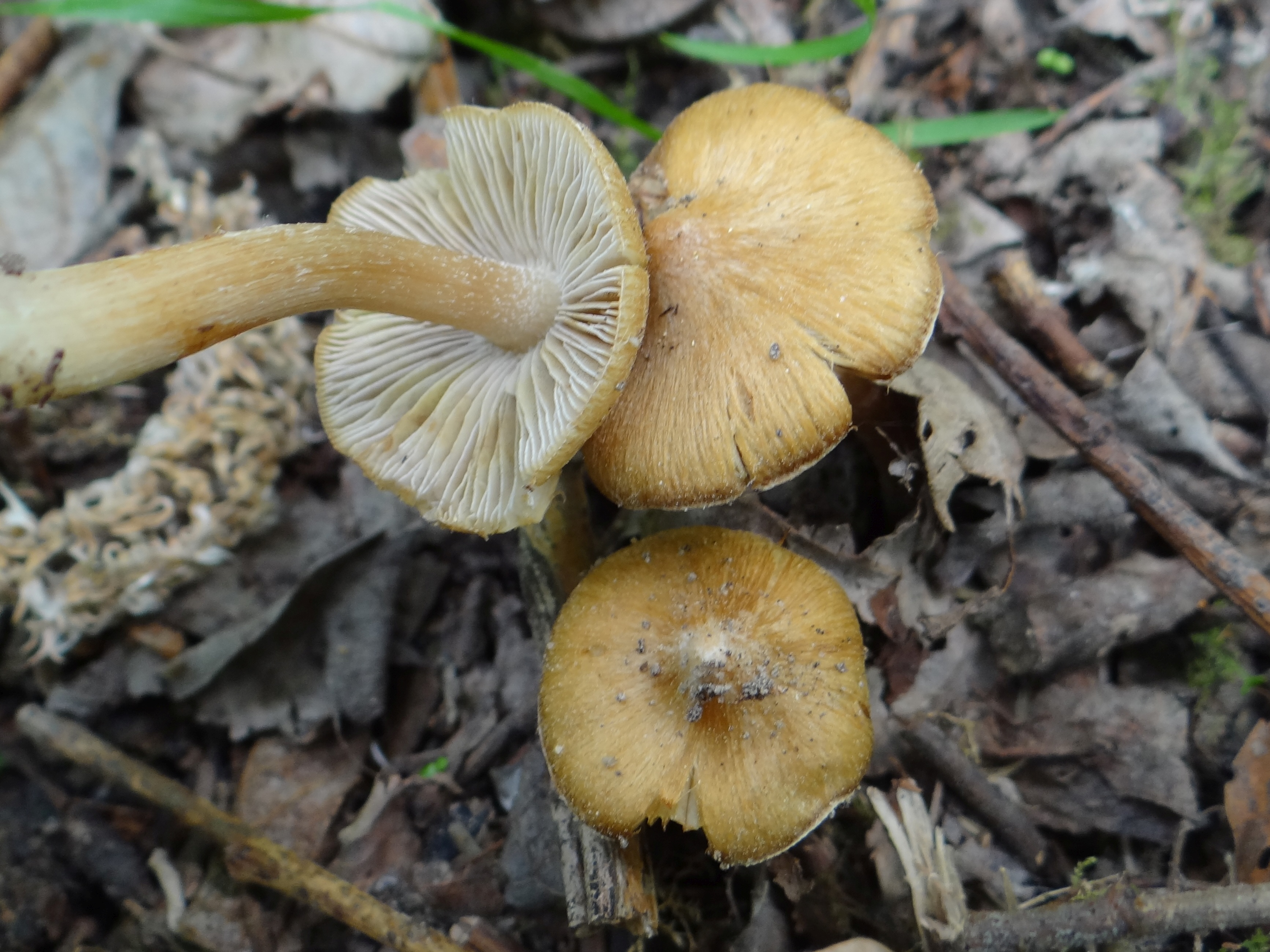
!!Inocybe rimosa!!

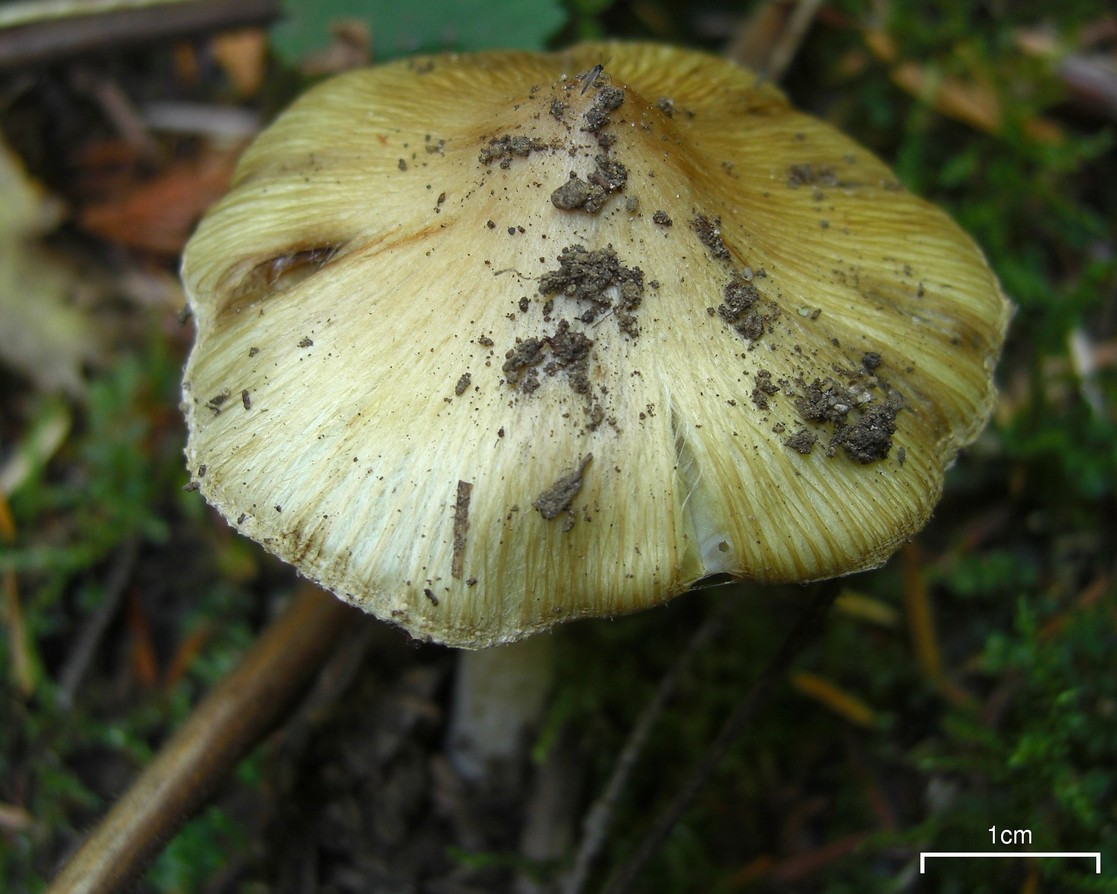
!!Inocybe sororia!!
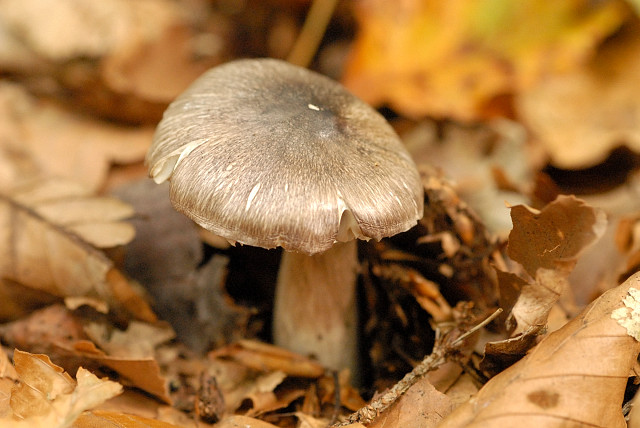
!!Inocybe splendens!!
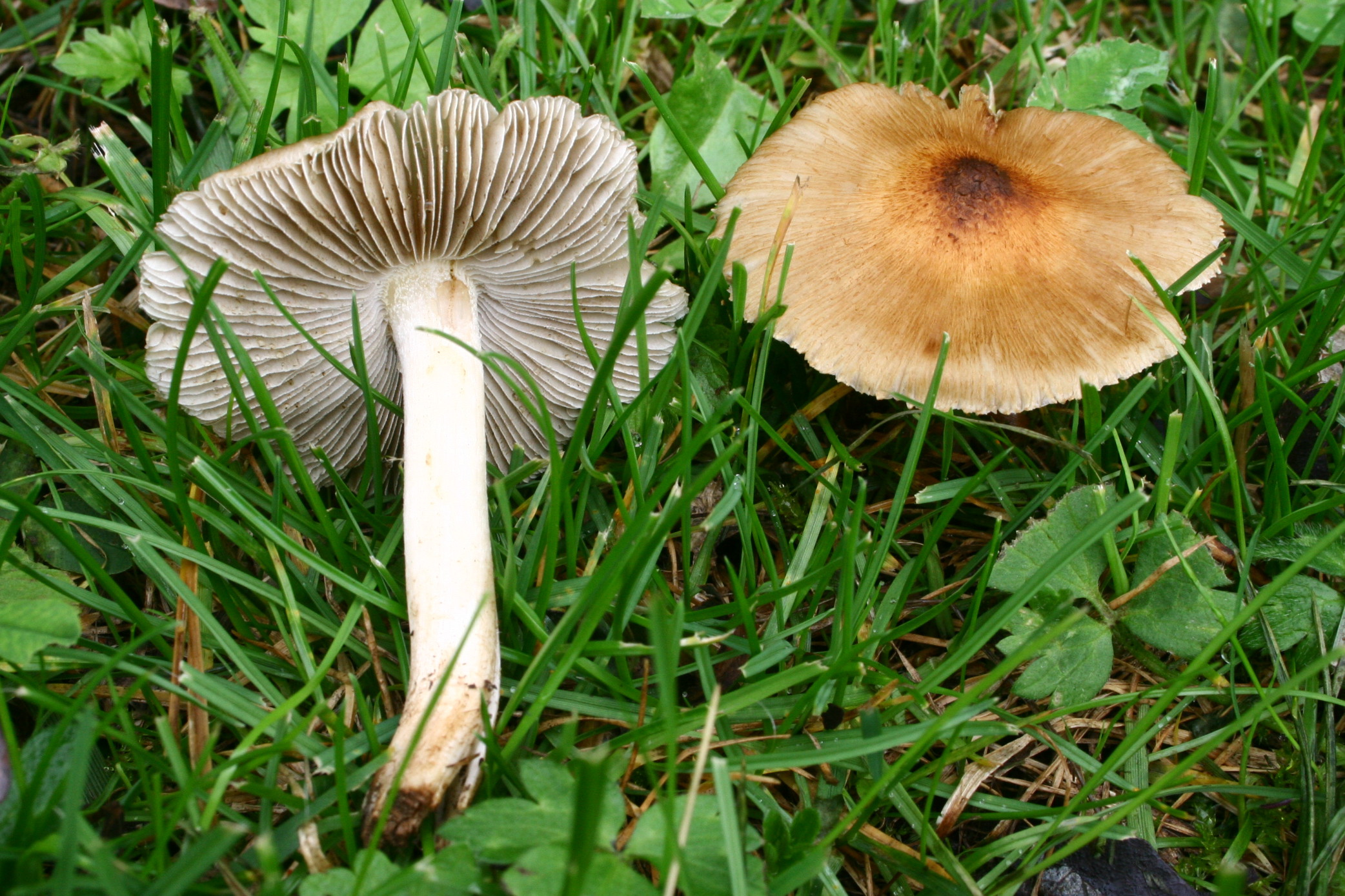
!!Inocybe squamata!!
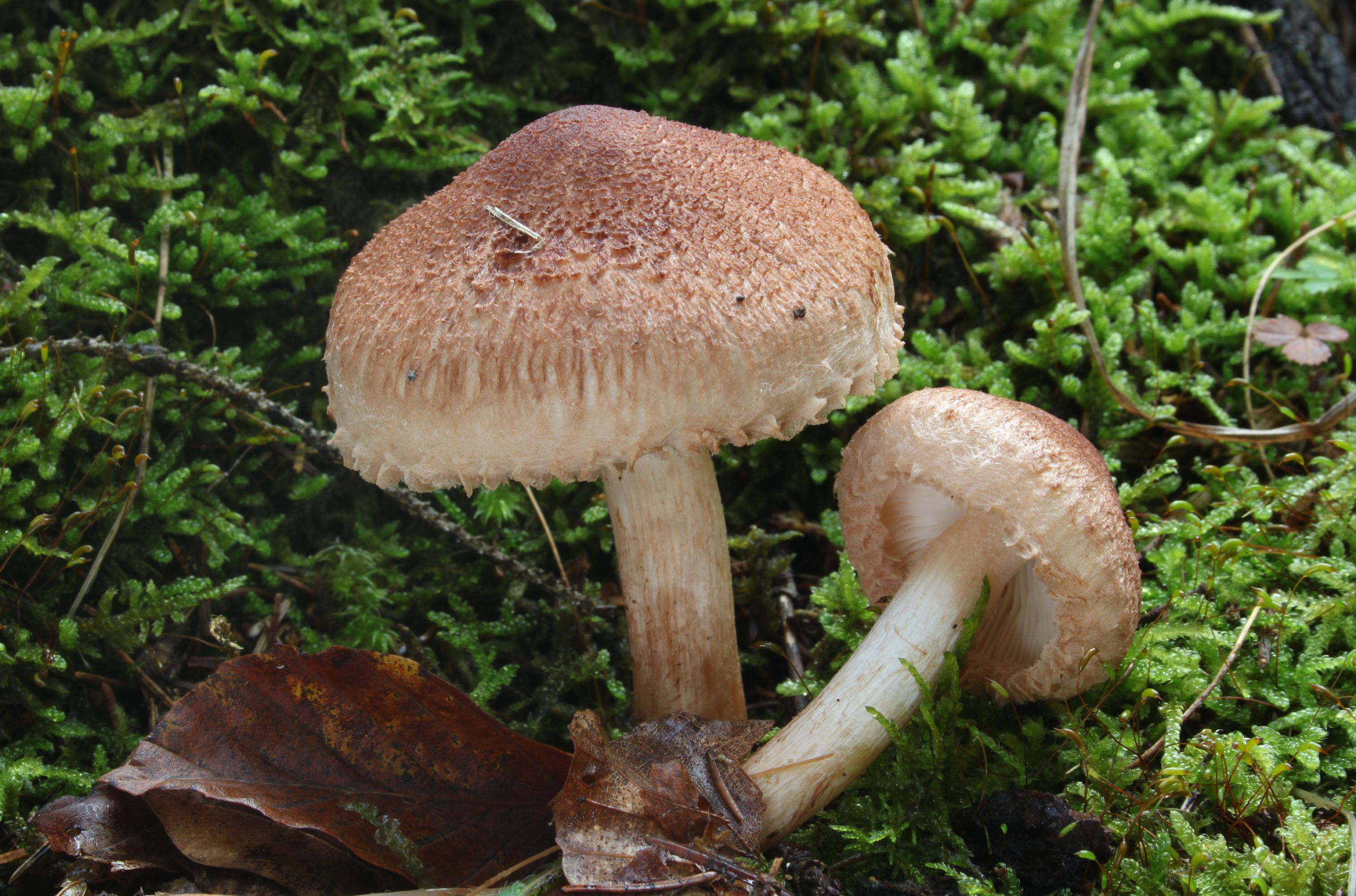
!Tricholoma vaccinum!

## Valorificare
Specia conține multă muscarină și poate fi fatală în cazul consumului, dar mirosul și gustul dezagreabil împiedică în mod normal consumul, salvând astfel probabil vieți. Totuși, de exemplu în Taiwan, au fost reportate trei intoxicații cu consecințe letale.